# Вила (Сондрио)
Вила је насеље у Италији у округу Сондрио, региону Ломбардија.
Према процени из 2011. у насељу је живело 2966 становника. Насеље се налази на надморској висини од 405 м.